# Glenys Bakker
Pour les articles homonymes, voir Bakker.
Glenys Bakker (née le 27 août 1962 à High River, Alberta) est une curleuse canadienne.

## Jeux olympiques
- Jeux olympiques d'hiver de 2006 à Turin  Italie:
  -  Médaille de bronze en Curling.